# Назимов, Пётр Сергеевич
 Пётр Сергеевич Назимов  (1851—1901) — русский математик, доктор чистой математики, профессор. Брат В. С. Назимова.

## Биография
Родился в Серпухове. Получив среднее образование в Виленском дворянском институте, а затем в 1-й Московской гимназии, которую окончил с серебряной медалью в 1868 году, поступил в Московский университет. В 1873 году он окончил университетский курс со степенью кандидата. В период с 1873 до 1886 года Назимов последовательно служил преподавателем математики в Ярославской гимназии, в 2-й и 1-й Московских прогимназиях и в 3-й Московской гимназии.
Первый научный вопрос , который Назимов избрал предметом своих занятий, был вопрос об интегрировании дифференциальных уравнений, с частными производными одной функции с многими независимыми переменными первого порядка и второго порядка с двумя независимыми переменным, вопрос которым в то время занимались несколько русских математиков (А. Ю. Давидов, Н. Я. Сонин, В. В. Преображенский) . Плодом изучения этих работ и явилось большое исследование Назимова удостоенное 12 января 1880 года на акте Московского университета премией им. Н. Д. Брашмана.
Обратив на себя внимание своих бывших профессоров этими исследованиями Назимов вскоре оправдал возложенные на него надежды другим важным трудом награждённым премией имени Брашмана на акте Московского университета 12 января 1884 года. Главная заслуга этого сочинения: «О приложениях теории эллиптических функции к теории чисел», состоит в систематическом доказательстве, с помощью выражении эллиптических функций через тригонометрические ряды многочисленных формул, теории чисел, данной без доказательства Лиувиллем. Сочинение представляет ценную монографию по вопросу о применении эллиптических функций к теории чисел.
Получив за эту работу, представленную на соискание магистерской степени, 30 ноября 1885 года сразу степень доктора чистой математики, П. С. Назимов с 1886 по 1889 год преподавал в Варшавском университете. Службу в Казанском университете Назимов начал 21 мая 1889 года, когда был назначен экстраординарным профессором по кафедре чистой математики; 19 июля 1897 года Назимов утверждён в звание ординарного профессора, а в январе 1899 года по выслуге 25-ти лет учебной службы, оставлен ещё на пять лет.
Скоропостижно умер в Казани 14 (27) декабря 1901 года. Его библиотека и архив были переданы его братьями Казанскому физико-математическому обществу.